# Athetis heringi
Athetis heringi là một loài bướm đêm trong họ Noctuidae.